# Vaniljhjärta

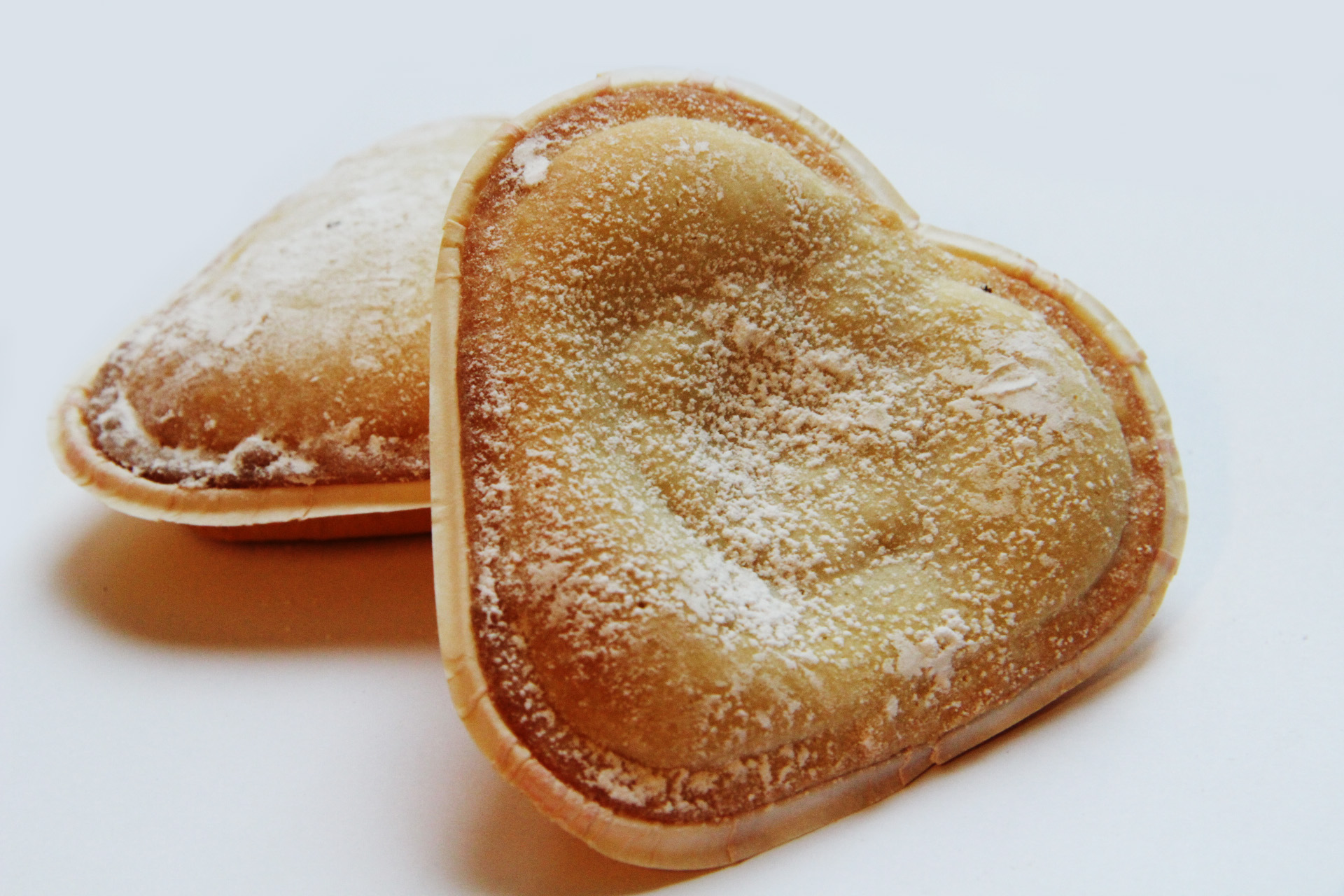
Två vaniljhjärtan.

Vaniljhjärta är ett slags bakverk, bestående av mördeg formad till ett hjärta med vaniljkräm som fyllning. Ovanpå strös ofta florsocker.